# Raúl Leoni
Raúl Leoni (Manteco, estado de Bolívar, 1905 — Nova Iorque, 1972) foi um político venezuelano, presidente do país de 1964 a 1969.
Sua iniciativa política se deu ainda na universidade como presidente do centro estudantil, quando estudou direito na Universidade Central da Venezuela, em Caracas. No ano de 1928, foi presidente da federação do estudantes, celebrou a semana do estudante, dando início ao movimento de protesto contra o regime de Juan Vicente Gómez, resultando em sua prisão.
Em 1941, fundou o partido Ação Democrática (AD).
No período de 1945 a 1948 atuou como ministro do Trabalho da Venezuela. Entre 1959 e 1963 presidiu o Senado e o Congresso Nacional.
No ano de 1963, o governo de Rómulo Betancourt sofreu intensas manifestações pelo  Movimento de Esquerda Revolucionária (MIR), decorrente de sua postura de rejeição aos comunistas, incluindo greves, luta armada e guerrilhas. Com isso, nas eleições desse mesmo ano, Raúl Leoni foi eleito o novo presidente da Venezuela, apoiado pelos partidos da União Republicana Democrática (URD) e da frente nacional democrática (FND). Leoni tornou-se o primeiro presidente civil eleito livremente na Venezuela a completar seu mandato.